# Внутренняя мембрана митохондрий
Внутренняя мембрана митохондрий — митохондриальная мембрана, разделяющая митохондриальный матрикс и межмембранное пространство.

## Структура
Внутренняя мембрана состоит из множества складок, именуемых кристы, которые значительно увеличивают поверхность мембраны и разбивают внутреннее пространство митохондрии на компартменты. Между собой кристы соединяются особыми перемычками белковой природы, которые помогают поддерживать их форму. Эти же перемычки обеспечивают связь внешний и внутренней мембраны в местах расположения транспортёра внешней мембраны мембраны митохондрии (TOM), который ответственен за транспорт белков из цитоплазмы через внешнюю мембрану.
Внутренняя мембрана разбивает митохондрию на два компартмента: межмембранное пространство, которое постепенно переходит в цитозоль, и митохондриальный матрикс, расположенный в пределах внутренней мембраны.

### Кристы
Благодаря кристам площадь внутренней мембраны может быть во много раз больше площади внешней. Например, у митохондрий печеночных клеток площадь внутренней мембраны в пять раз превышает площадь внешней. У некоторый клеток с повышенной потребностью в АТФ, например, у клеток мышечной ткани, это соотношение может быть ещё выше. На внутренней стороне кристы усеяны белками, такими как АТФ-аза. Наличие крист оказывает значительно влияние на хемиосмотическую функцию митохондрий.

### Перемычки
Складки внутренней мембраны соединятся между собой специальными белковыми перемычками. Край каждой кристы частично зашит трансмембранными белковыми комплексами, которые соединяясь голова к голове связывают лежащие друг на против друга мембраны, образуя некое подобие мембранного мешка. Делеция белков Mitofilin/Fcj1, которые входят в комплекс MINOS, образующий перемычки между кристами, приводит к снижению потенциала на внутренней мембране и нарушению роста а также к аномальной структуре внутренней мембраны, которая образует концентрические штабеля вместо типичных впячиваний.

## Состав
Внутренняя мембрана митохондрий имеет самое высокое содержание белков из всех клеточных мембран: белки составляют 80 % от её массы. Для сравнения во внешней мембране митохондрий они составляю только 50 % от её массы. По липидному составу внутренняя мембрана схожа с мембранами бактерий, что хорошо объяснимо в рамках эндосимбиотической гипотезы.
В митохондриях из сердца свиньи, внутренняя мембрана на 37,0 % состоит из фосфатидилэтаноламина, на 26,5 % из фосфатидилхолина, на 25,4 % из кардиолипина и на 4,5 % из фосфатидилинозитола В митохондриях S. cerevisiae фосфатидилхолин составляет 38,4 % внутренней мембраны, фосфатидилэтаноламин 24,0 %, фосфатидилинозитол 16,2 %, кардиолипин 16,1 %, фосфатидилсерин 3,8 % и фосфатидная кислота 1,5 %.

## Проницаемость
Внутренняя мембрана проницаема только для кислорода, углекислого газа и воды. Она в значительной степени менее проницаема для ионов и малых молекул чем внешняя мембрана, благодаря чему эффективно отделяет митохондриальный матрикс от цитоплазмы, что необходимо важно для функционирование митохондрий. Внутренняя мембрана митохондрий является одновременно электрическим изолятором и химическим барьером. Сложные ионные транспортёры обеспечивают специфический транспорт некоторых молекул через этот барьер. Существует несколько антипортов, которые позволяют обмениваться молекулами (в основном анионы) между цитозолем и митохондриальным матриксом.

## Белки внутренней мембраны
- Дыхательная цепь переноса электронов

- НАДН-дегидрогеназный комплекс
- ETF-дегидрогеназа
- Электронпереносящий флавопротеин
- Сукцинатдегидрогеназа
- Альтернативная оксидаза
- Цитохром-bc1-комплекс
- Цитохром c
- Цитохром c-оксидаза
- АТФ-синтаза

- AТФ–AДФ транслоказа
- ABC транспортёры
- Фермент расщепляющий боковую цепь холестерина
- Тирозинфосфатазы
- Карнитин-О-пальмитоилтрансфераза
- Карнитин-О-ацетилтрансфераза
- Карнитин-О-октаноилтрансфераза
- Цитохром P450
- Транслоказа внутренней мембраны
- Глутамат-аспартатный транспортёр
- Метаболизм пиримидинов

- Дигидрооротатдегидрогеназа
- ФАД-зависимая тимидилатсинтаза

- HtrA серинпептидаза 2
- Адренодоксинредуктаза
- Биосинтез гема

- Протопорфириноген IX оксидаза
- Феррохелатаза

- Разобщающие белки